# Batman: The Long Halloween (film)
Cet article concerne le film d'animation. Pour le comics, voir Un long Halloween.
Série Tomorrowverse
Justice Society: World War II
(2021) Green Lantern: Beware My Power
(2022)
Pour plus de détails, voir Fiche technique et Distribution.
Batman: The Long Halloween est un film d'animation américain en deux parties, réalisé par Chris Palmer et sorti directement en vidéo en 2021. Il s'agit des 43e et 44e films de la collection DC Universe Animated Original Movies. La première partie est sortie en juin 2021, la seconde en juillet de la même année.
Le film est une adaptation de la série de comics Un long Halloween, écrite par Jeph Loeb, dessinée par Tim Sale et publiée dès 1996 par DC Comics, et s'intègre dans la continuité scénaristique Tomorrowverse.

## Synopsis
Gotham City connait une crise sans précédent. La famille Falcone règne en maitre et la ville est gangrénée par le crime, la violence et la corruption. De plus, un mystérieux tueur surnommé Holiday s’en prend à la pègre et laisse derrière lui de nombreux cadavres. Batman va alors s'associer au capitaine James Gordon et au procureur Harvey Dent pour endiguer cette vague de violence.

## Fiche technique
Sauf indication contraire, les informations mentionnées dans cette section peuvent être confirmées par la base de données cinématographiques IMDb,  présente dans la section « Liens externes ».
- Titre original : Batman: The Long Halloween
- Réalisation : Chris Palmer
- Scénario : Tim Sheridan, d'après Un long Halloween de Jeph Loeb et Tim Sale, et les personnages de DC Comics
- Musique : Michael Gatt
- Direction artistique du doublage original : Wes Gleason
- Montage : John Soares
- Animation : Edge Animation, Maven Platform Image et Studio Grida
- Production : James Krieg et Kimberly S. Moreau

Production déléguée : Sam Register et Michael E. Uslan
- Sociétés de production : Warner Bros. Animation et DC Comics
- Société de distribution : Warner Bros. Home Entertainment
- Budget : n/a
- Pays de production :  États-Unis
- Langue originale : anglais
- Format : couleur
- Genre : animation, super-héros
- Durée :  85 minutes (partie 1), 87 minutes (partie 2)
- Dates de sortie[1] :
Partie 1
  - États-Unis : 22 juin 2021 (VOD et DVD/Blu-ray)
  - France : 23 juin 2021 (en DVD/Blu-ray)

Partie 2
  - États-Unis : 27 juillet 2021 (VOD)
  - États-Unis : 10 août 2021 (en DVD/Blu-ray)
  - France : 25 août 2021 (en DVD/Blu-ray)[2]
- Classification[3] :
  - États-Unis : PG-13 (partie 1), R (partie 2)

## Distribution
Parties 1 et 2
- Jensen Ackles (VF : Adrien Antoine) : Bruce Wayne / Batman
- Naya Rivera (VF : Françoise Cadol) : Selina Kyle / Catwoman
- Josh Duhamel (VF : Maurice Decoster) : le procureur Harvey Dent / Double-Face
- Billy Burke (VF : Gabriel Le Doze) : le capitaine James Gordon
- Titus Welliver (VF : Philippe Catoire) : Carmine Falcone
- David Dastmalchian (VF : Sébastien Desjours) : Julian Day / Calendar Man
- Troy Baker (VF : Stéphane Ronchewski) : Joker
- Amy Landecker : Barbara Eileen Kean
- Julie Nathanson (en) (VF : Marie Tirmont) : Gilda Dent
- Fred Tatasciore : Solomon Grundy
- Alastair Duncan (VF : Jean-François Lescurat) : Alfred Pennyworth
- Jim Pirri (en) (VF : Frédéric Souterelle) : Salvatore Maroni

| Partie 1 uniquement - Jack Quaid (VF : Damien Ferrette) : Alberto Falcone - Greg Chun (en) (VF : Stéphane Fourreau) : Mickey Chen - Frances Callier : l'infirmière Tamara | Partie 2 uniquement - David Dastmalchian (VF : Gilbert Lévy) Oswald Cobblepot / le Pingouin - Robin Atkin Downes (VF : Vincent Violette et Marc Bretonnière) : Dr Jonathan Crane / l'Épouvantail et Thomas Wayne - Katee Sackhoff (VF : Dominique Vallée) : Dr Pamela Isley / Poison Ivy - John DiMaggio (VF : Jérôme Pauwels) : Jervis Tetch / le Chapelier Fou - Laila Berzins (VF : Olivia Dalric) : Sofia Falcone |

Société de doublage VF : Deluxe Media Paris, adaptation des dialogues VF : Anthony Panetto, direction artistique VF : Virginie Ledieu

## Production
En 2010, Bruce Timm — créateur de la série d'animation Batman, designer et producteur — évoque l'adaptation que la série de comics Un long Halloween sera plus adapté à une transposition en série télévisée. En 2013, le producteur du DC Universe Animated Original Movies, James Tucker, exprime finalement son intérêt d'adapter l'histoire en film d'animation. Le projet est officiellement annoncé le 23 août 2020, durant le panel du film Superman : L'Homme de demain au DC FanDome (en).
Fin mars 2021, la distribution vocale originale est révélée. Ce film marque le dernier rôle de Naya Rivera, décédée en juillet 2020.

## Sortie
En avril 2021, la bande-annonce de la 1re partie est dévoilée et révèle la date du 22 juin 2021 pour une sortie aux États-Unis en VOD et DVD/Blu-ray. En France, elle est disponible en DVD/Blu-ray le 23 juin 2021.
La seconde partie, Batman: The Long Halloween, Part Two, sort en VOD aux États-Unis le 27 juillet 2021 et en DVD/Blu-ray le 10 août 2021. Elle inclut d'autres personnages, notamment Poison Ivy, l'Épouvantail, Thomas Wayne, Sofia Falcone ou encore le Chapelier fou,. Cette seconde partie sort en France en DVD/Blu-ray le 25 août 2021.